# 陳肇始
陳肇始，GBS，JP（1958年4月16日—），英國皇家內科醫學院公共衞生學院頒授院士（榮譽），美國護理學院院士。前香港特別行政區政府食物及衞生局局長。加入政府前為香港大學護理學院院長和香港大學李嘉誠醫學院助理院長。陳肇始至卸任為止，是唯一一位以護士的出身掌管食物及衛生局。（按：該職位在她之前從來都由醫生出任）

## 生平

### 教研工作
陳肇始在1964年畢業於跑馬地冬青道寶血女子中學附屬幼稚園（即寶血幼稚園），曾就讀聖保祿中學，擁有英國曼徹斯特大學教育碩士、美國哈佛大學公共衛生碩士以及香港大學哲學博士學位。早年在香港及倫敦接受普通科及兒科護理培訓，並從事此方面的臨床工作。在1977年加入瑪麗醫院任學護，3年後成為註冊護士。
她在1995年加入香港大學護理學系任講師從事學術研究，其後她專注教學、科研及行政管理的工作，出任護理學教授和系主任，至2004年出任香港大學醫學院助理院長。陳教授的研究得到國際認可，她不但獲英國皇家內科醫學院公共衞生學院頒授院士(榮譽)資格，也是香港首位獲頒美國護理學院院士榮銜的護士。陈教授的教学工作备受称誉，她曾于2005年获香港大学颁发学院教学奖章，并于2009年荣获杰出教学奖，这是该校为表彰教学成就而颁授的其中一个最高荣誉。
陳肇始一直專注於控煙工作，研究領域為公共衞生、煙草成癮治療及保護兒童免受二手煙影響。2009年加入吸煙與健康委員會，開創香港首個戒煙輔導培訓計劃。2011年，她擔任世界衞生組織顧問，為訓練專業醫護人員透過倡導及教育工作，進行戒除煙癮介入治療提供意見。
此外，陳肇始至今未婚，但仍享受一人生活。

### 政府工作
2012年11月1日，陳肇始正式出任食物及衞生局副局長，期間專注於控煙及戒煙的推廣工作。時任食物及衞生局局長高永文曾受訪指她較「柔性」，例如食衛局曾在2015年年提出修例改革醫委會，卻遇上議員「拉布」，她一度因這議題而落淚。港大感染及傳染病中心總監何栢良及醫委會改革三方平台醫生代表歐耀佳接受《明報》訪問時，亦同稱讚陳肇始願意聽從各方面的聲音，是一個人緣好及做事圓滑的人。
2017年6月30日，她獲委任為食物及衞生局局長，接替高永文。她是林鄭月娥內閣中唯一的女性問責局長，亦是歷來首個由護士而非醫生出身的人擔任食物及衞生局局長。有意見指陳肇始未必能駕馭醫生，她則回應在過去30年無論在臨牀、科研、教育以至副局長的工作上，多次與醫生及其他醫療人員合作，雙方合作無間，有信心與各界溝通。她在未來五年任期希望能推動基層醫療及社區照顧，減少醫院服務需求。她於7月1日政府換屆時正式就任食物及衞生局局長。
在香港爆發2019冠狀病毒病第五波疫情時，陳肇始指個案數字令政府大失預算，她否認政府準備不足，惟個案上升速度超乎負荷，指「應變永遠趕不及疫情變化」。她迴避政府應否就疫情向市民和死者家屬致歉的問題。
2022年6月30日，陳肇始所擔任之食物及衛生局長交棒予取代的以出任醫務衛生局長盧寵茂接替，從局長身份卸任，離開政府後，並重返香港大學，現為港大護理學院教授，另與研究團隊做控煙及長新冠等研究及培訓下一代護士等任教。

## 爭議

### 不公開催淚彈成分
香港由於發生反對逃犯條例修訂草案運動，多區曾多次發生示威，警方亦曾經多次於民居附近或公共居屋村樓下施放催淚彈。2019年11月初，陳肇始表示不清楚香港警察使用的催淚彈成分，而警方不斷強調催淚彈安全。後來她出席電台節目時改口指出催淚彈為有毒氣體，市民應在吸入催淚氣體後小心處理，例如初生媽媽在吸入該氣體或接觸被該氣體接觸的物件後，徹底清潔皮膚和身體，才餵哺母乳。2019年11月中，催淚彈安全問題升溫，不少專家希望政府可以公開催淚彈成分以便研究，但陳肇始在立法會引述警方表示，由於涉及行動部署，採購裝備的細節不宜公開，以免影響警方的行動能力。又稱當局已檢視醫學文獻，未有研究顯示催淚彈會釋出二噁英。此舉被指以政治考慮凌駕公眾利益。
2019年11月29日晚，公共醫療醫生協會、前線醫生聯盟（FDU）、伊利沙伯醫院前線醫生關注組發表聯署信，批評食物及衞生局局長陳肇始近期關於發射催淚彈和催淚水劑後的公共衞生建議「不負責任」、缺乏證據和科學根據支持。公開信說，陳肇始和局方不應該受政治因素左右，應徹底研究催淚彈和催淚水劑成分，給予公眾可信的建議。公開信提到，早前陳肇始反駁《刺針》文章《Use of tear gas for crowd control in Hong Kong》的指控，表示路邊空氣和水質監測數字沒有異常，催淚煙中的化學物質擴散範圍有限，又指出食環署已經發指引予承辦商，留意清洗催淚水劑或催淚煙殘留物的工作。公開信認為，陳肇始的回應是試圖轉移視線，迴避催淚煙對人體健康的不良影響。

### 拒絕呼籲公眾出席公眾場合時佩戴口罩
2020年1月7日，食物及衞生局局長陳肇始在法院就禁止蒙面規例作出上訴裁決前出席活動時，僅呼籲市民洗手，卻未有提醒市民戴口罩預防2019冠狀病毒肺炎，被問及會否呼籲公眾出席公眾場合時佩戴口罩保護自己，陳肇始拒絕回答，僅重申蒙面法與任何公共衞生措施沒有牴觸，又指如果病人有需要戴口罩時並無牴觸，醫護人員如果因為工作上有需要佩戴口罩，亦沒有牴觸。蒙面法列明「因先前已存在的醫學或健康理由」而在集結或遊行中使用蒙面物仍屬免責辯護範圍內。律師黃國桐認為，即使蒙面法生效，在目前衞生情況和健康風險下，在公眾場合有預防疾病需要，警方亦不可以此法例拘捕蒙面示威者。
香港立法會衞生事務委員會成員黃碧雲批評陳肇始不肯呼籲公眾戴口罩防疫，有所失職，「面對防疫問題，你仲左閃右避，政治立場行先」。

### 禁堂食被指不了解民生
香港於2020年7月起出現2019冠狀病毒病第三波疫情，多位政府專家提出「禁堂食」建議，政府於7月27日宣布所有餐廳由7月29日起全日禁止堂食，為期14日。實施當日，大批市民在午市時間在街邊進食，輿論嘩然。政府最後取消規定，恢復堂食。事後，有線新聞問及陳肇始的看法時，她回應：「原來禁堂食先發現好多人仲要返工（原來禁止堂食時才發現很多人仍要上班）。」言論再令輿論嘩然，網上有人大嘆政府官員和公務員極度不了解民生。

### 將瑕疵讀成瑕辟
2021年3月，陳肇始向傳媒解釋「復必泰」疫苗藥瓶封蓋存有包裝瑕疵時，三度將瑕疵讀成瑕辟，引來一時熱論。

## 外部連結
- 食物及衞生局局長陳肇始於香港政府一站通網頁的介紹（页面存档备份，存于）（繁體中文）

| 官衔          | 官衔                              | 官衔                                                       |
| ------------- | --------------------------------- | ---------------------------------------------------------- |
| 前任： 高永文 | 食物及衛生局局長 2017年－2022年   | 繼任： 盧寵茂（醫務衛生局局長） 謝展寰（環境及生態局局長） |
| 前任： 梁卓偉 | 食物及衛生局副局長 2012年－2017年 | 繼任： 徐德義                                              |